# Англо-шведська війна
А́нгло-шве́дська війна́ — формальний стан війни між Великою Британією і Швецією у 1810—1812 роках.
Під час Наполеонівських воєн Швеція була союзницею Великої Британії, воюючи проти Франції. Проте після програшу Фінської війни за Фредріксгамнським миром 1809 року Швеція була змушена укласти мир з Наполеоном. Мир був підписаний у Парижі у 1810 році. Швеції довелося приєднатися до континентальної блокади і оголосити торгове ембарго Великій Британії. Оскільки Велика Британія була найбільшим торговим партнером Швеції, то реально торгівля продовжувалася за рахунок контрабанди.
13 листопада 1810 року Франція висунула Швеції ультиматум, вимагаючи, щоби та у п'ятиденний термін:
- оголосила війну Великій Британії
- конфіскувала всі британські судна у шведських портах
- конфіскувала всі британські товари у Швеції.

Невиконання цих умов привело б до війни Франції проти Швеції, тому 17 листопада шведський уряд прийняв ультиматум і оголосив війну Великій Британії.
Тим не менш, під час офіційно оголошеної війни жодних бойових дій не проводилося. Британські кораблі навіть продовжували користуватися стоянкою на шведському острові Хане в Балтійському морі.
Коли шведським кронпринцом став Жан Батіст Бернадот, стосунки між Швецією і Францією стали погіршуватися, а коли у 1812 році Франція окупувала Шведську Померанію і острів Рюген, Швеція почала шукати спосіб укласти мир з Великою Британією. Після довгих переговорів у місті Еребру був підписаний однойменний Еребруський мир разом з угодою, що завершила війну між Великою Британією і Російською імперією.